# لوکگیلپهید
لوکگیلپهید (به انگلیسی: Lochgilphead) یک شهرک در اسکاتلند است که در آرگایل و بوت واقع شده‌است.

## خصوصیات
لوکگیلپهید ۲٬۳۰۰ نفر جمعیت دارد.